# Licencia UEFA A
La Licencia UEFA "A" es un título de entrenador otorgado por la UEFA.

## Características
Esta titulación es inferior a la Licencia UEFA "Pro" y superior a la Licencia UEFA "B".
El Diploma Avanzado de Entrenador de Fútbol obtenido en España es equivalente a la Licencia UEFA "A" de Fútbol, en virtud del convenio suscrito entre la UEFA y la RFEF fechado el 31 de agosto de 2010.